# Grantham, New Hampshire
Grantham är en kommun (town) i Sullivan County i delstaten New Hampshire, USA. Vid folkräkningen år 2010 bodde 2 985 personer på orten. Den har enligt United States Census Bureau en area på totalt 72,7 km² varav 2,3 km² är vatten. 